# Pyrgotidae

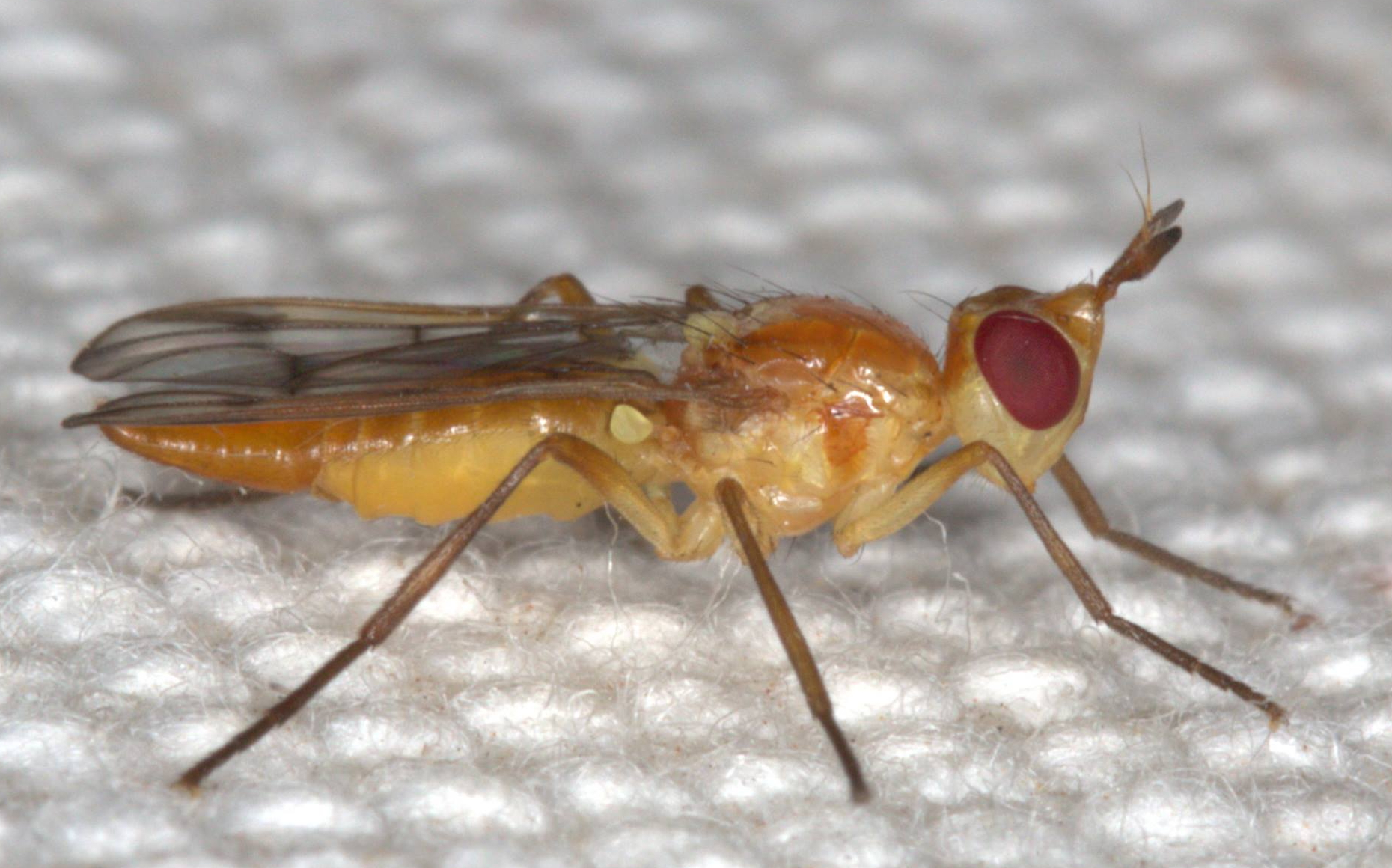
Hembra de Pyrgotidae

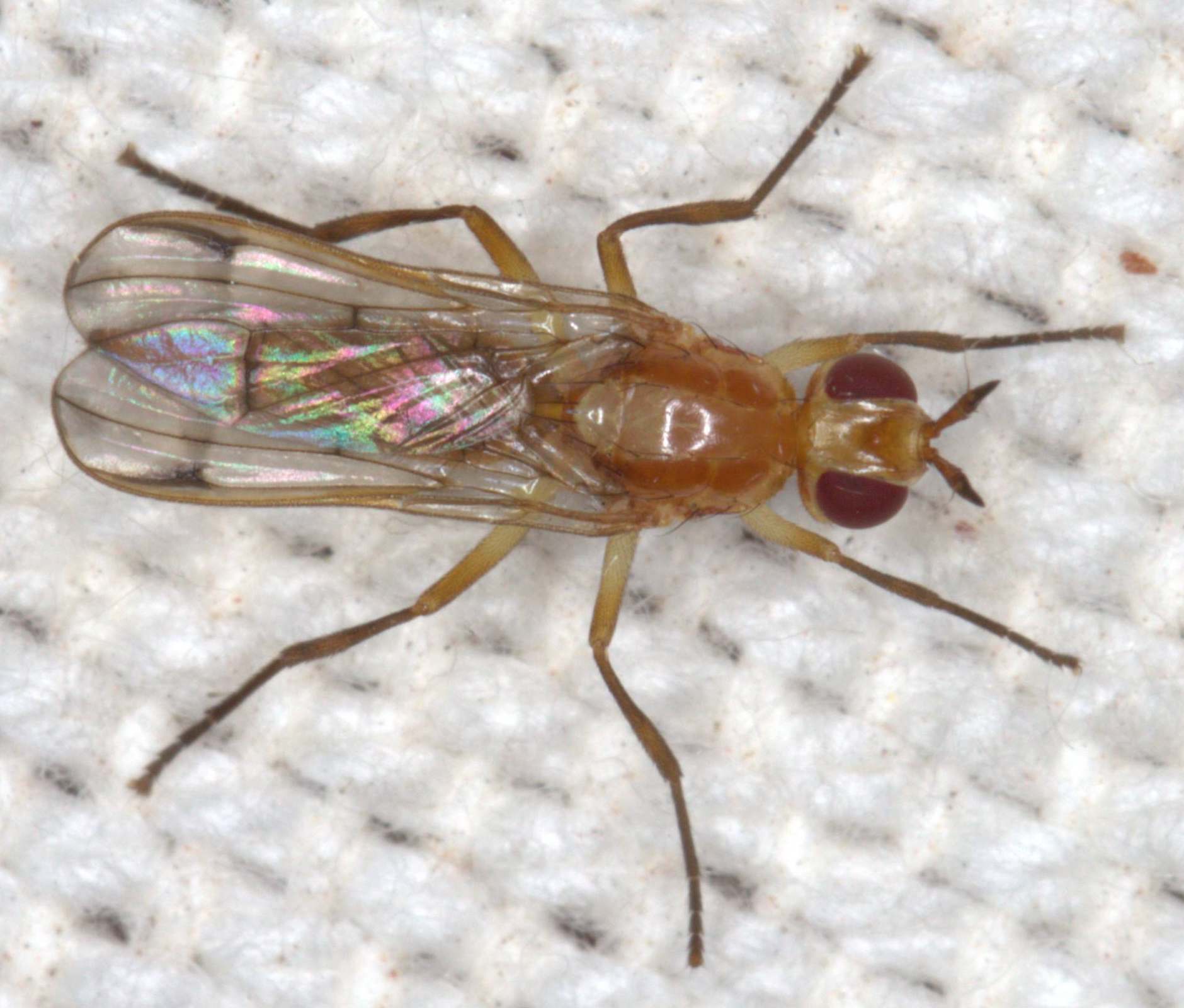
Vista dorsal del mismo espécimen; observe la ausencia de ocelos

Pyrgotidae es una familia desusada de moscas (Diptera), solamente una de dos familias de  Cyclorrhapha que carecen de ocelos. La mayoría de las especies tienen diseños de manchas o bandas en las alas, como las de Tephritoidea, pero a diferencia de este grupo son endoparasitoides. Las hembras persiguen a escarabajos en vuelo y depositan sus huevos en el dorso, debajo de sus alas y élitros, donde este insecto no puede alcanzarlos. El huevo hace eclosión y se alimenta del escarabajo, matándolo finalmente; después se transforma en pupa. En Norteamérica, algunas especies de Pyrgota y Sphecomyiella pueden ser comunes donde abundan sus huéspedes, miembros del género Phyllophaga. Al igual que sus huéspedes suelen ser nocturnos y ser atraídos por las luces.

## Lista de géneros
- Acropyrgota Hendel, 1914[3]
- Adapsila Soós, 1984
- Adapsilia Waga, 1842[4]
- Adapsona Paramonov, 1958[5]
- Afropyrgota V. Korneyev, 2015[6]
- Austromyia Hardy, 1954[7]
- Boreothrinax Steyskal, 1978[8]
- Campylocera Macquart, 1843
- Cardiacera Macquart, 1847
- Carrerapyrgota Aczél,1956[9]
- Clemaxia Enderlein, 1942[10]
- Commoniella Paramonov, 1958[5]
- Descoleia Aczel ,1956[9]
- Diasteneura Hendel, 1908[11]
- Dicrostira Enderlein, 1942[10]
- Epicerella Macquart, 1851
- Eumorphomyia Hendel, 1907[12]
- Eupyrgota Coquillett, 1898 (Synonyms: Apyrgota Hendel, 1909;[13] Taeniomastix Enderlein, 1942[10])[14][15]
- Facilina Paramonov, 1958[5]
- Frontalia Malloch, 1929[16]
- Geloemyia Hendel, 1908[11]
- Hendelpyrgota Vanschuytbroeck, 1963[17]
- Hypotyphla Loew, 1873
- Leptopyrgota Hendel, 1914[3]
- Lopadops Enderlein, 1942[10]
- Lygiohypotyphla Enderlein, 1942[10]
- Maenomenus Bezzi, 1929[18]
- Metropina Enderlein, 1942[10]
- Neopyrgota Hendel, 1934[19]
- Neotoxura Malloch, 1929[16]
- Parageloemyia Hendel, 1934[19]
- Platynostira Enderlein, 1942[10]
- Plectrobrachis Enderlein, 1942[10]
- Porpomastix Enderlein, 1942[10]
- Prodalmannia Bezzi, 1929[18]
- Prohypotyphla Hendel, 1934[19]
- Pyrgota Wiedemann, 1830
- Pyrgotella Curran, 1934[20]
- Pyrgotina Malloch, 1929[16]
- Pyrgotomyia Hendel, 1934[19]
- Pyrgotosoma Malloch, 1933[19]
- Siridapha Enderlein, 1942[10]
- Stirothrinax Enderlein, 1942[10]
- Tephritohypotyphla Vanschuytbroeck, 1963[17]
- Tephritopyrgota Hendel, 1914[3]
- Toxopyrgota Hendel, 1914[3]
- Toxura Macquart, 1851
- Trichempodia Malloch, 1930[21]
- Trichopeltia Enderlein, 1942[10]
- Tropidothrinax Enderlein, 1942[10]
- Tylotrypes Bezzi, 1914[22]